# 季托夫卡农村居民点
季托夫卡农村居民点（俄语：Титовское сельское поселение）是俄罗斯联邦布良斯克州波切普区所属的一个农村居民点。其下辖有14个居民点，行政中心为季托夫卡。据2015年统计，该农村居民点的人口为785人。